# 파리 애마
"파리 애마"는 1988년에 개봉한 대한민국의 영화이다.

## 캐스팅
- 유혜리
- 현석
- 민복기
- 신종섭
- 유영국